# Jared Martin
Jared Christopher Martin (* 21. Dezember 1941 in Manhattan, New York City, New York; † 24. Mai 2017 in Philadelphia, Pennsylvania) war ein US-amerikanischer Schauspieler.

## Leben
Jared Martin gab 1968 sein Fernsehdebüt. Es folgten zahlreiche Auftritte in Fernsehproduktionen, wie Die Waltons, Hart aber herzlich, Knight Rider, Hotel, Mord ist ihr Hobby und CHiPs. 1977 spielte er in der kurzlebigen Fernsehserie The Fantastic Journey den Zeitreisenden Varian. Seinen größten Erfolg feierte er von 1979 bis 1982 als Dusty Farlow in der US-amerikanischen Fernsehserie Dallas. 1985 und 1991 hatte er dort nochmal Gastauftritte. Von 1988 bis 1990 spielte er Dr. Harrison Blackwood in Krieg der Welten. Bis einschließlich 1994 war er in mehr als 60 Produktionen zu sehen, danach trat er nur noch 2003 als Sprecher für einen Kurzfilm in Erscheinung.
Jared Martin war von 1963 bis 1977 mit Nancy Fales und von 1979 bis 1984 mit der Schauspielerin Carol Vogel verheiratet. Seit 2000 war er der Ehemann von Yu Wei. Sein Sohn Christian Martin ist Produzent von Dateline NBC.
Seit 2002 lebte er in Philadelphia. Durch die Arbeit als Produzent wurde er auf benachteiligte Jugendliche aufmerksam und gründete die Big Picture Alliance, in den Jugendliche die Grundlagen des Filmemachens lernen können und eigene Kurzfilme drehen.

## Filmografie (Auswahl)
- 1973: Columbo: Zwei Leben an einem Faden (A Stitch in Crime, Fernsehreihe)
- 1973: Westworld
- 1979–1991: Dallas (Fernsehserie)
- 1983: Karriere durch alle Betten (The Lonely Lady)
- 1984: Mord ist ihr Hobby: Ein Hundeleben (Murder, She Wrote: It's a Dog's Life, Fernsehserie)
- 1984: Die Schlacht der Centurions (I guerrieri dell'anno 2072)
- 1984: Hart aber herzlich: Operation ‚Mord‘ (Hart to Hart: Operation Murder, Fernsehserie)
- 1987: Aenigma
- 1987: Karate Warrior (Il ragazzo dal kimono d'oro)
- 1988–1990: Krieg der Welten (War of the Worlds, Fernsehserie)